# Spanier in Deutschland

Regionale Verteilung der spanischen Staatsbürger 2021

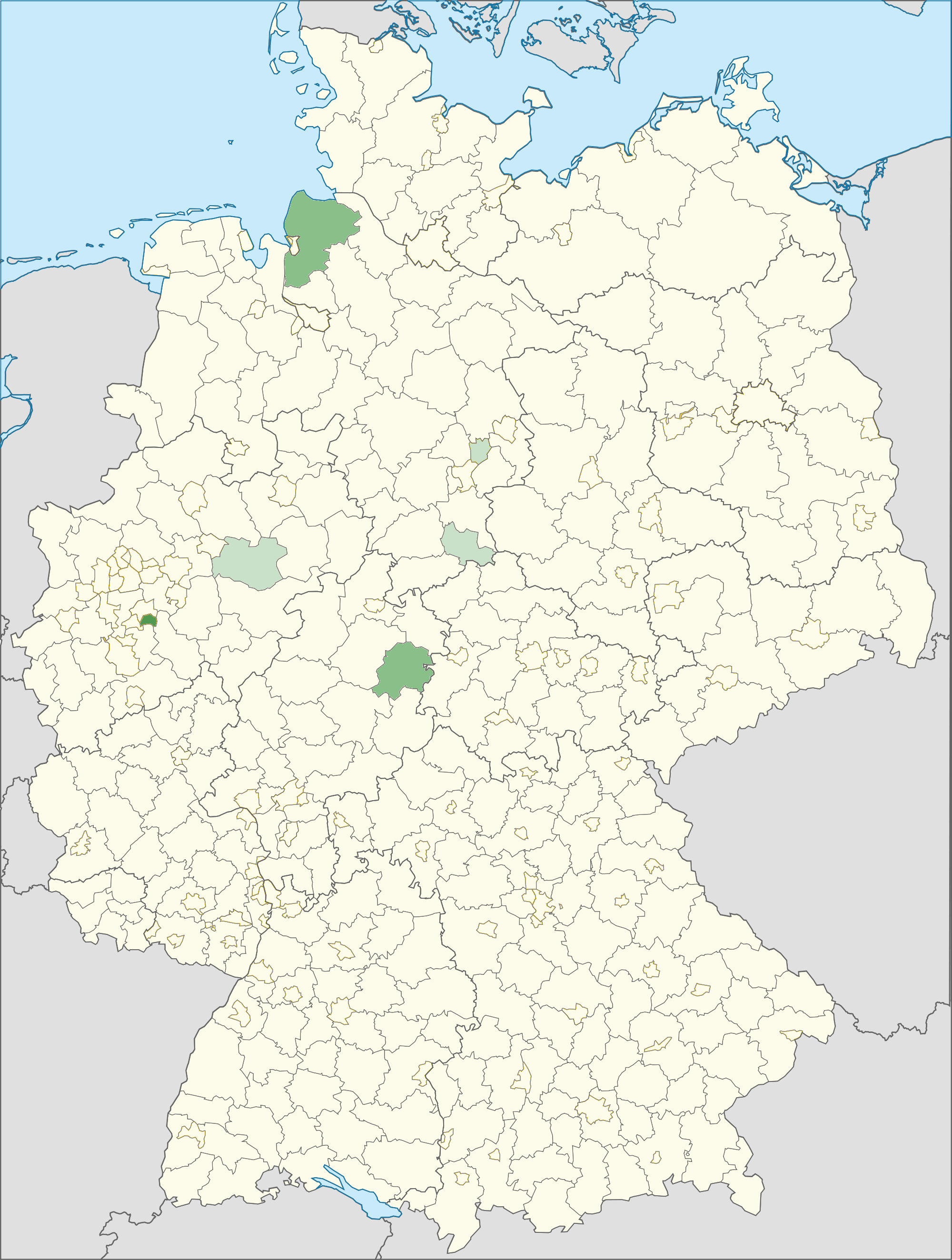
Relative Häufigkeit der spanischen Staatsangehörigkeit auf Kreisebene 2014 im Verhältnis zu anderen ausländischen Bevölkerungsgruppen

Als Spanier in Deutschland werden Einwanderer aus Spanien und mitunter auch ihre in Deutschland geborenen Nachkommen bezeichnet. Die spanische Community in Deutschland entwickelte sich insbesondere in Folge des Anwerbeabkommen zwischen der Bundesrepublik Deutschland und Spanien aus dem Jahr 1960. Im Jahr 2024 lebten 201.810 spanische Staatsbürger in Deutschland.

## Geschichte
Mit dem Anwerbeabkommen zwischen der Bundesrepublik Deutschland und Spanien vom 29. März 1960 wanderten über 600.000 Spanier in Deutschland ein. Das Abkommen trug in Deutschland dazu bei den Arbeitskräftebedarf zu decken, für das in Spanien herrschende Franco-Regime war es eine Möglichkeit, die Arbeitslosigkeit zu reduzieren, Devisen einzunehmen und aus der politischen Isolation zu gelangen. Ein Jahr nach dem Anwerbestopp, 1974, lebten noch etwa 270.000 von ihnen in Deutschland. Es folgten Jahre des negativen Wanderungssaldo und die Zahl der Spanier in Deutschland sank auf um die 100.000 Personen.
Eine zweite Phase mit gestiegenem Einwanderungsaufkommen fand während der Finanz- und Eurokrise zwischen 2010 und 2013 statt. So zogen im Jahr 2012 37.683 Spanier nach Deutschland, das waren etwa 9.000 mehr als im Vorjahr, was einem Plus von 45 % entsprach. Das Wanderungssaldo blieb seitdem leicht positiv und 2024 lebten erstmals wieder mehr als 200.000 spanische Staatsbürger in Deutschland.

## Regionale Verteilung
Unter den Landkreisen und kreisfreien Städten in der Bundesrepublik hatte die Stadt Frankfurt am Main beim Zensus 2011 den höchsten Anteil spanischer Migranten an der Bevölkerung, gefolgt von Remscheid. Weitere deutsche Kommunen mit überdurchschnittlichem spanischen Bevölkerungsanteil sind der hessische Landkreis Hersfeld-Rotenburg und der Landkreis Cuxhaven in Niedersachsen, wo spanische Staatsbürger jeweils die häufigste ausländische Staatsangehörigkeit stellen, sowie die Kreise Soest, Osterode am Harz und Braunschweig (Stand 2014).
Im Jahr 2021 lebten die meisten der in Deutschland gemeldeten spanischen Staatsbürger laut dem Ausländerzentralregister in Berlin (17.125), gefolgt von München (9.700), Frankfurt am Main (7.955) und Hamburg (6.035). Neben den drei Stadtstaaten sind Spanier vor allem in den westdeutschen Bundesländern Baden-Württemberg, Hessen und Nordrhein-Westfalen ansässig.

## Arbeitsmarktbeteiligung
Die Arbeitslosenquote der Spanier in Deutschland lag 2025 bei 8,7 % und damit über der Quote der Deutschen (5,7 %), jedoch unter der Arbeitslosenquote aller Ausländer in Deutschland (15,7 %).

## Spanische Kultureinrichtungen in Deutschland
In vielen deutschen Städten gibt es spanische Kulturvereine, spanischsprachige Kirchengemeinden und spanisch-muttersprachlichen Unterricht, an dem – wie auch am kulturellen und kirchlichen Leben der spanischsprachigen Gemeinde – vielfach auch in Deutschland lebende Hispanoamerikaner teilnehmen.